# Socata TB-serie
De Socata TB is een serie van eenmotorige laagdekker sport- en lesvliegtuigen, gebouwd door het Franse bedrijf Socata. De letters TB staan voor de plaats van productie: Tarbes. Het toestel met 4-5 zitplaatsen maakte zijn eerste vlucht op 23 september 1977. Wegens slechte marktomstandigheden werd de productie in 2012 gestaakt.
De TB-serie was in 1977 bedoeld als de opvolger van de succesvolle Socata Rallye. Vooral in de markt voor lesvliegtuigen was de TB-serie een groot succes. Mede dankzij de goede vliegeigenschappen, luxueus ruim interieur en grote ramen. De grote cockpit had ook een keerzijde: een relatief brede romp beperkt de prestaties (snelheid, brandstofverbruik) ten opzichte van toestellen met een smallere rompdoorsnede. De modellen TB-9 en TB-10 hebben een vast onderstel. De types TB-20 en TB-21 zijn uitgerust met een intrekbaar landingsgestel.
De TB-serie is in grote aantallen geleverd een vliegscholen in Amerika en China. De TB-toestellen zijn zowel militair als civiel nog steeds actief. Hoewel Socata de productie in 2012 heeft gestaakt, ontvangen de eigenaren nog steeds technische ondersteuning van de fabriek.

## Varianten
TB-9Vast landingsgestel met drie wielen, 160 pk Lycoming-motor, propeller met vaste pitch, vier zitplaatsen.
TB-10Lycoming 180 pk, vast landingsgestel met aerodynamische wielkasten.
TB-11Idem als TB-10, maar met kleine aanpassingen.
TB-20Model met 4-5 zitplaatsen, intrekbaar landingsgestel, 180 pk zuigermotor.
TB-21Idem als TB-20, maar met 250 pk Lycoming-motor.
TB-200 Tobago XLVijf zitplaatsen, vast landingsgestel, 200 pk Lycoming-motor.

## Specificaties
- Type: Socata TB-10
- Fabriek: Socata
- Zitplaatsen: 3-4
- Lengte: 7,63 m
- Spanwijdte: 9,76 m
- Hoogte: 3,2 m
- Vleugeloppervlak: 11,9 m²
- Vleugelprofiel: RA 16.3C3
- Leeg gewicht: 670 kg
- Maximum gewicht: 1150 kg
- Brandstof: 210 liter

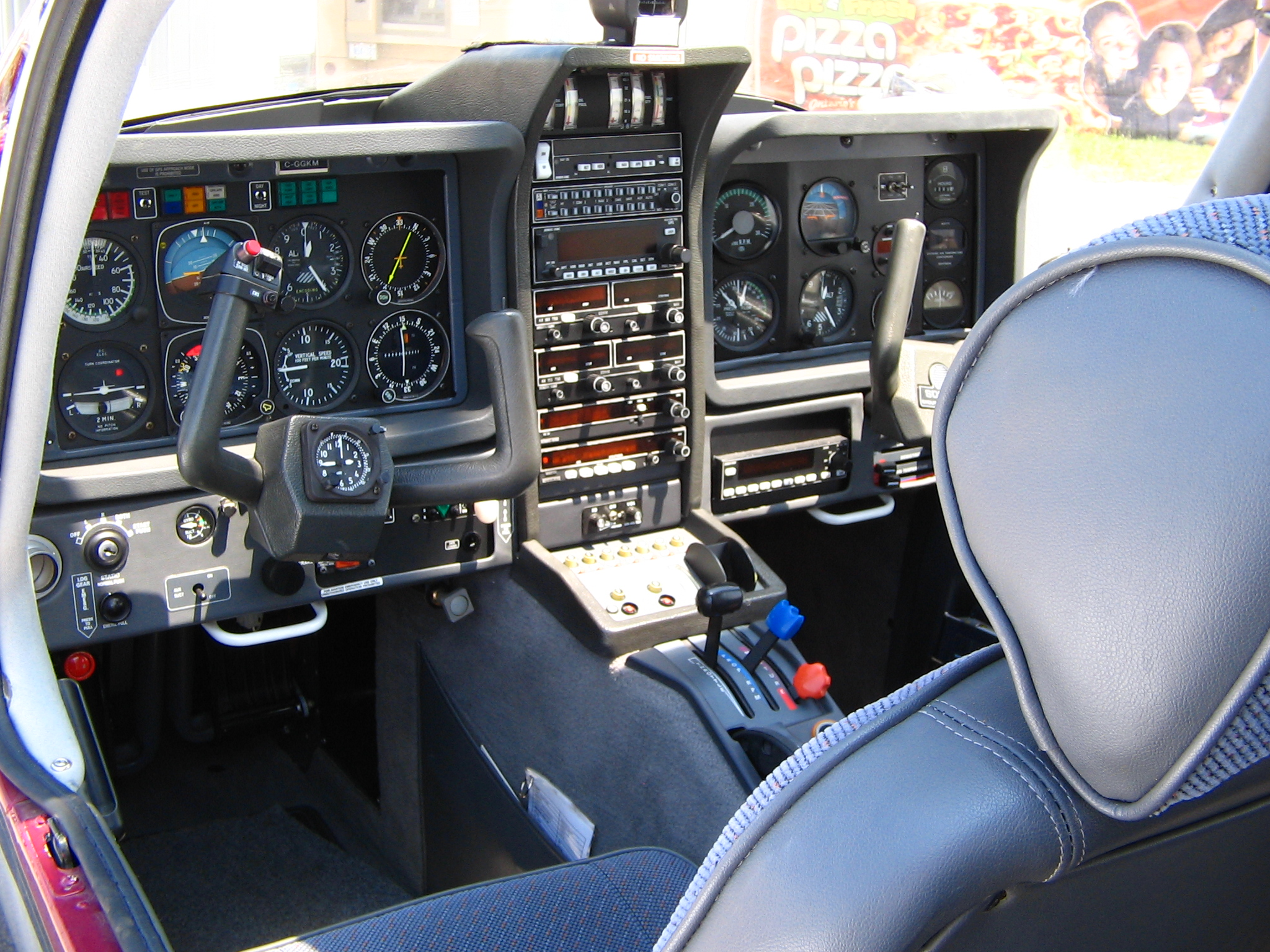
Socata TB-cockpit

- 1 × Lycoming O-360-A1AD luchtgekoelde viercilinder boxermotor, 180 pk (134 kW)
- Propeller: tweeblads Hartzell constant-speed propeller, diameter 1,88 m
- Eerste vlucht: 1977
- Gebouwd: 1977-2012

Prestaties:
- Maximumsnelheid: 247 km/u
- Kruissnelheid: 217 km/u (economisch)
- Overtreksnelheid: 97 km/u (flaps omlaag), 112 km/u (flaps omhoog)
- Klimsnelheid: 4 m/s
- Plafond: 3960 m
- Vliegbereik: 1210 km